# Andrew Card
Andrew Hill Card Jr. (* 10. května 1947 Brockton, Massachusetts) je americký politik a manažer, který byl v letech 2001–2006 ředitelem kanceláře Bílého domu během vlády prezidenta George W. Bushe a také vedoucím Bushovy Skupiny pro Irák v Bílém domě. V letech 1992 až 1993 působil Card jako ministr dopravy Spojených států amerických za prezidenta George H. W. Bushe.
Card rezignoval na funkci ředitele kanceláře Bílého domu 28. března 2006 s účinností od 14. dubna 2006. V letech 2011 až 2013 byl Card zastupujícím děkanem Bushovy školy vlády a veřejných služeb na univerzitě Texas A&M. V roce 2014 se Card stal prezidentem Franklin Pierce University, kde působil až do svého odchodu do důchodu v létě 2016.